# Цветът на парите
„Цветът на парите“ (на английски: The Color of Money) е американски драматичен филм от 1986 г. на режисьора Мартин Скорсезе. Сценарият, написан от Ричард Прайс, е базиран на едноименния роман на Уолтър Тевис. Пол Нюман се завръща в ролята на Еди Фелсън от филма „Мошеникът“ (1961).

## В ролите
| Изпълнител                 | Роля          |
| -------------------------- | ------------- |
| Пол Нюман                  | Еди Фелсън    |
| Том Круз                   | Винсънт Лория |
| Мери Елизабет Мастрантонио | Кармен        |
| Хелън Шейвър               | Джанел        |
| Джон Туртуро               | Джулиан       |
| Бил Кобс                   | Орвис         |
| Форест Уитакър             | Еймос         |

## Награди и номинации
| Категория                           | Номиниран(и)               | Резултат                |
| Оскар (30 март 1987 г.)             | Оскар (30 март 1987 г.)    | Оскар (30 март 1987 г.) |
| ----------------------------------- | -------------------------- | ----------------------- |
| Най-добра мъжка роля                | Пол Нюман                  | награда                 |
| Най-добри декори                    | Най-добри декори           | номинация               |
| Най-добър адаптиран сценарий        | Ричард Прайс               | номинация               |
| Най-добра поддържаща женска роля    | Мери Елизабет Мастрантонио | номинация               |
| Златен глобус (31 януари 1987 г.)   |                            |                         |
| Най-добър актьор в драматичен филм  | Пол Нюман                  | номинация               |
| Най-добра актриса в поддържаща роля | Мери Елизабет Мастрантонио | номинация               |

## Български дублаж
На 1 ноември 2000 г. е издаден на VHS от Александра Видео
На 20 декември 2003 г. филмът е излъчен по Канал 1 от 20:30 ч.
На 22 декември 2007 г. е излъчен по Диема Фемили.
| Озвучаващи артисти  | Христина Ибришимова Лина Златева Здравко Методиев Димитър Иванчев Емил Емилов |
| Преводач            | Бисер Пачев                                                                   |
| Тонрежисьор         | Венцислав Станков                                                             |
| Режисьор на дублажа | Димитър Кръстев                                                               |